# Belkhir
Belkhir  (arabe : بلخير) est une ville tunisienne située dans le gouvernorat de Gafsa.
La municipalité est créée par le décret gouvernemental no 2015-1267 du 11 septembre 2015. Elle est le chef-lieu de la délégation de Belkhir.